# Acorn System 3
El Acorn System 3 añadió una tarjeta controladora de discos, unidad de discos flexibles, una ROM con el sistema operativo de disco, reemplazando la tarjeta enlace de cassette y  el sistema operativo de cassette del System 2.
El Acorn System 3 se convirtió en la herramienta principal de desarrollo en el laboratorio de Acorn. 
Una versión recortada de este sistema fue la base del Acorn Atom.
Una configuración mínima estaba compuesta de:
- Una tarjeta con la CPU (un MOS 6502)
- Una tarjeta de video de 40×25.
- 8K de RAM y una ROM de 4K con BASIC.
- Una controladora de discos flexibles.
- Una unidad de discos flexibles 5 1/4 pulgadas y 100K de capacidad.

En 1982 se vendía por 775 libras, o 1075 libras con la fuente de alimentación, carcasa, y dos tarjetas extras con 8Kb de memoria RAM.Un teclado eran 136 libras extras.
A día de hoy, 2022, en euros serían, más o menos... 775 libras = 2400 euros; 1075 libras = 3300 euros y 136 libras = 420 euros).